# Rillé
Rillé település Franciaországban, Indre-et-Loire megyében. Lakosainak száma 314 fő (2022. január 1.). Rillé Channay-sur-Lathan, Continvoir, Gizeux, Hommes és Noyant-Villages községekkel határos.

## Népesség
A település népessége az elmúlt években az alábbi módon változott:
| Lakosok száma | 479  | 395  | 275  | 278  | 316  | 312  | 306  | 312  | 315  | 314  |
|               | 1968 | 1982 | 1990 | 2006 | 2013 | 2015 | 2017 | 2019 | 2020 | 2022 |